# Ⓒ
Ⓒ یا ⓒ که در زبان انگلیسی به آن Enclosed C گفته می‌شود، یک نماد چاپی شامل حرف C و دایره است و برای کپی‌رایت استفاده میکند.
این نماد نباید با نماد حق تکثیر (©) اشتباه گرفته شود.

## استفاده کردن

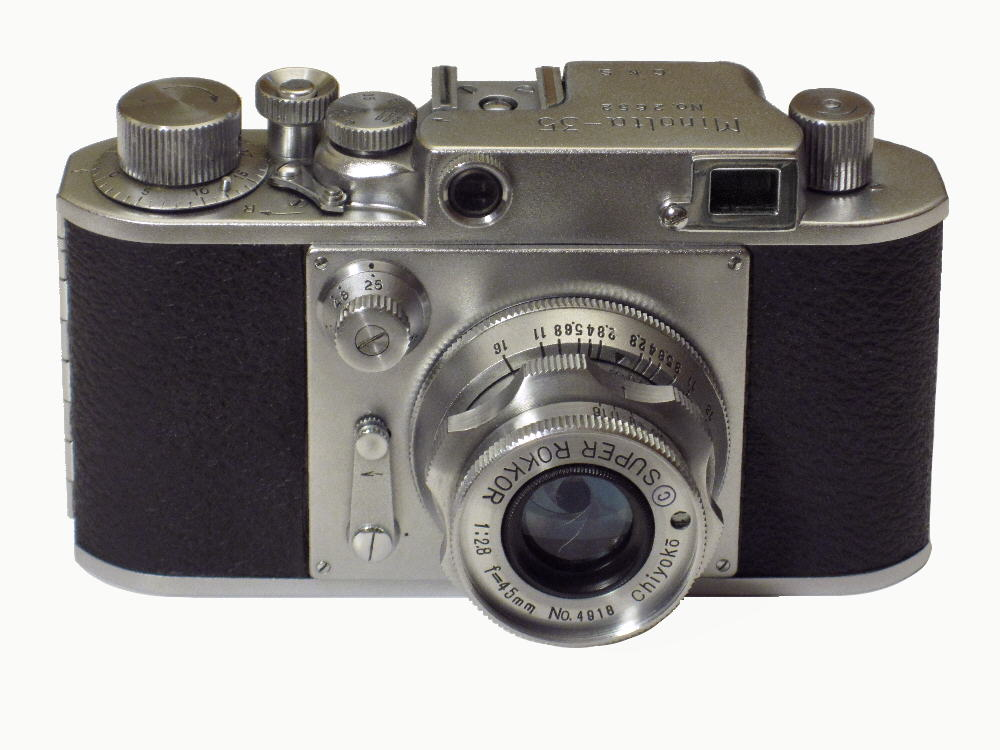
Minolta-35 نسخه دوم با C.K.S. نشانه گذاری ⓒ

برخی از دوربین‌های چیودا کوگاکو (معروف به چیوکو) در دوره‌های ۱۹۴۷ تا ۱۹۴۹ دارای نماد آبی آبی به عنوان بخشی از تعیین لنز مانند «سوپر راکور ⓒ» بودند، به عنوان مثال.  در مینولتا ۳۵ یا میونتا.  از آن برای نشان دادن اپتیک (تک) پوشش داده شده به جای هرگونه حق چاپ استفاده می شد. حکاکی‌های مشابهی را می‌توان بر روی لنزهای تولیدکنندگان دیگر نیز یافت، به عنوان مثال.  برخی از لنزهای المپوس زویکو دارای یک "زیکو C" قرمز رنگ هستند و نام نشان دهنده اپتیک پوشش داده شده است.این نماد به طور گسترده توسط شرکت تولید کننده Cruver در مدل های تشخیص پلاستیک خود که در طول جنگ جهانی دوم تولید شده بودند استفاده شد.

## سیستم‌های کد گذاری
نماد با حروف بزرگ (Ⓒ) در سیستم یونیکد به صورت «U+24B8» و در سیستم یوتی‌اف-۸ (سیستم شش‌تایی) به صورت «e2 92 b8» کد گذاری می‌شود.
نماد با حروف کوچک (ⓒ) در سیستم یونیکد به صورت «U+24D2» و در سیستم یوتی‌اف-۸ (سیستم شش‌تایی) به صورت به صورت «e2 93 92» کد گذاری می‌شود.
در مقابل نماد حق تکثیر در سیستم یونیکد به صورت «U+00A9» کد گذاری می‌شود.